# شين يونغ كيو
شين يونغ كيو مواليد 30 مارس 1942 في كوريا، هو لاعب كرة قدم كوري شمالي كان يلعب في مركز الدفاع. مثّل منتخب كوريا الشمالية لكرة القدم. سبق له أن لعب في كأس العالم لكرة القدم مع منتخب بلاده في مونديال عام 1966م.

## روابط خارجية
- شين يونغ كيو على موقع الاتحاد الدولي (مؤرشف)  (الإنجليزية)
- شين يونغ كيو على موقع قاعدة بيانات كرة القدم.إي يو (الإنجليزية)
- شين يونغ كيو على موقع ناشيونال فوتبول تيمز (الإنجليزية)
- شين يونغ كيو على موقع Soccerway.com (الإنجليزية)